# Ścinacz listwowy
Ścinacz listwowy – element pługa ścinający górną warstwę gleby i zrzucający ją na dno bruzdy w celu lepszego przyorania.
Ścinacz listwowy jest częścią korpusu płużnego. Przykręcany jest przed odkładnicą w jej górnej części. Zbudowany jest z odpowiednio wygiętej listwy, dostosowanej kształtem do odkładnicy tak, by ściśle do niej przylegał. Działanie ścinacza podobne jest do działania przedpłużka.